# Hans-Peter Mayer
Hans-Peter Mayer (ur. 5 maja 1944 w Riedlingen) – niemiecki polityk i prawnik, poseł do Parlamentu Europejskiego V, VI i VII kadencji.

## Życiorys
Z wykształcenia prawnik, zdał państwowe egzaminy prawnicze I i II stopnia. Uzyskał w 1975 stopień naukowy doktora obojga praw. Od 1975 praktykował jako adwokat, w latach 80. pracował na stanowisku profesora prawa i zarządzania. W latach 1990–1991 pełnił funkcję rektora uczelni Katholische Fachhochschule Norddeutschland. Przez następne trzy lata był sekretarzem stanu w ministerstwie gospodarki i technologii kraju związkowego Saksonia-Anhalt.
Wstąpił do Unii Chrześcijańsko-Demokratycznej. Od 1975 do 1980 był radnym Bad Waldsee, w latach 1984–1991 stał na czele organizacji Europa-Union w powiecie Vechta. W ramach CDU przewodniczył różnym gospodarczym radom eksperckim.
W 1999 z listy CDU uzyskał po raz pierwszy mandat deputowanego do Parlamentu Europejskiego. Od tego czasu skutecznie ubiegał się o reelekcję w kolejnych wyborach (w 2004 i 2009). Zasiadł w grupie Europejskiej Partii Ludowej, a także w Komisji Rynku Wewnętrznego i Ochrony Konsumentów.